# ویاچسلاو موشه کانتور
ویاچسلاو موشه کانتور (روسی: Вячеслав Моше Кантор؛ ۸ سپتامبر ۱۹۵۳ –) کارآفرین، سرمایه‌دار و نیکوکار اهل روسیه است. وی همچنین برندهٔ جوایزی همچون نشان دوستی و لژیون دونور شده‌است.